# Babik Reinhardt
Babik Reinhardt (Paris, 8 de junho de 1944 — Cannes, 13 de novembro de 2001) foi um guitarrista francês e filho mais novo do músico de gypsy jazz Django Reinhardt com a segunda esposa, Naguine. Seu meio-irmão mais velho, Lousson, também foi guitarrista, mas os dois cresceram em famílias diferentes e raramente se encontraram.
Reinhardt nasceu em Paris. Aprendeu música não com seu pai mas sim com sua mãe; não obstante, seu pai lhe deu algumas aulas de piano. Quando Reinhardt tinha nove anos, seu pai faleceu. Sua educação musical na guitarra continuou com os tios e primos.
Mais atraído pelo jazz fusion que pelo gypsy jazz, Reinhardt gravou com um dos pioneiros no gênero Larry Coryell e com o violinista francês Didier Lockwood na década de 1990 Em 2001 ele morreu de ataque cardíaco aos 57 anos em Cannes, no sul da França.
Reinhardt aparece no álbum Generation Django (Dreyfus, 2009), um tributo a seu pai gravado por vários músicos, dentre eles o neto de Django, David, e Biréli Lagrène.

## Discografia
- 1996 Imagine (Melodie)
- 1996 All Love (RDC)
- 1996 Live (DRG)
- 1996 Nuances (Melodie)
- 1996 Vibration (Melodie)
- 1998 A Night with Conover (RDC)
- 1998 New Quintette du Hot Club de France - com Romane, Florin Niculescu, Gilles Naturel e Doudou Cuillerier
- 2003 Joue Django (RDC)
- 2006 Three of a Kind (Sphinx) - com Christian Escoude, Boulou Ferré[4]

### Como convidado
- 1997 Hot Shots with Hot Club de Norvège/Jon Larsen
- 2009 Generation Django (Dreyfus)[3]

## Filmografia
- 2005 Django: A Jazz Tribute, estrelando Biréli Lagrène